# Anthonie Blocklandt van Montfoort
Anthonie Blocklandt van Montfoort, (1533 ou 1534 - 1583), foi um pintor neerlandês.

## Obras
| Painting | Title                                                                                | Country         | Place           | Museum                         |
| -------- | ------------------------------------------------------------------------------------ | --------------- | --------------- | ------------------------------ |
|          | José Interpretando o Sonho do Faraó                                                  | Países Baixos   | Utreque         | Centraal Museum                |
|          | De opstanding van Christus                                                           | Países Baixos   | Utreque         | Centraal Museum                |
|          | Aanbidding der herders                                                               | Países Baixos   | Amsterdam       | Rijksmuseum                    |
|          | Assumption of Mary                                                                   | Alemanha        | Bingen am Rhein | Kerk                           |
|          | Aphrodite disarms Eros                                                               | República Checa | Praga           | Galeria Nacional de Praga      |
|          | Baptism of Jesus                                                                     | França          | Lille           | Palais des Beaux-Arts de Lille |
|          | Portrait of a Lady, three quarter length, in a ruff with matching lace cap and cuffs | Estados Unidos  |                 |                                |